# Maa (divinité)
Pour les articles homonymes, voir Maa.
Dans la mythologie égyptienne, Maa est une divinité, à l'instar de Our, de la vision divine.